# Glóbulo de Bok

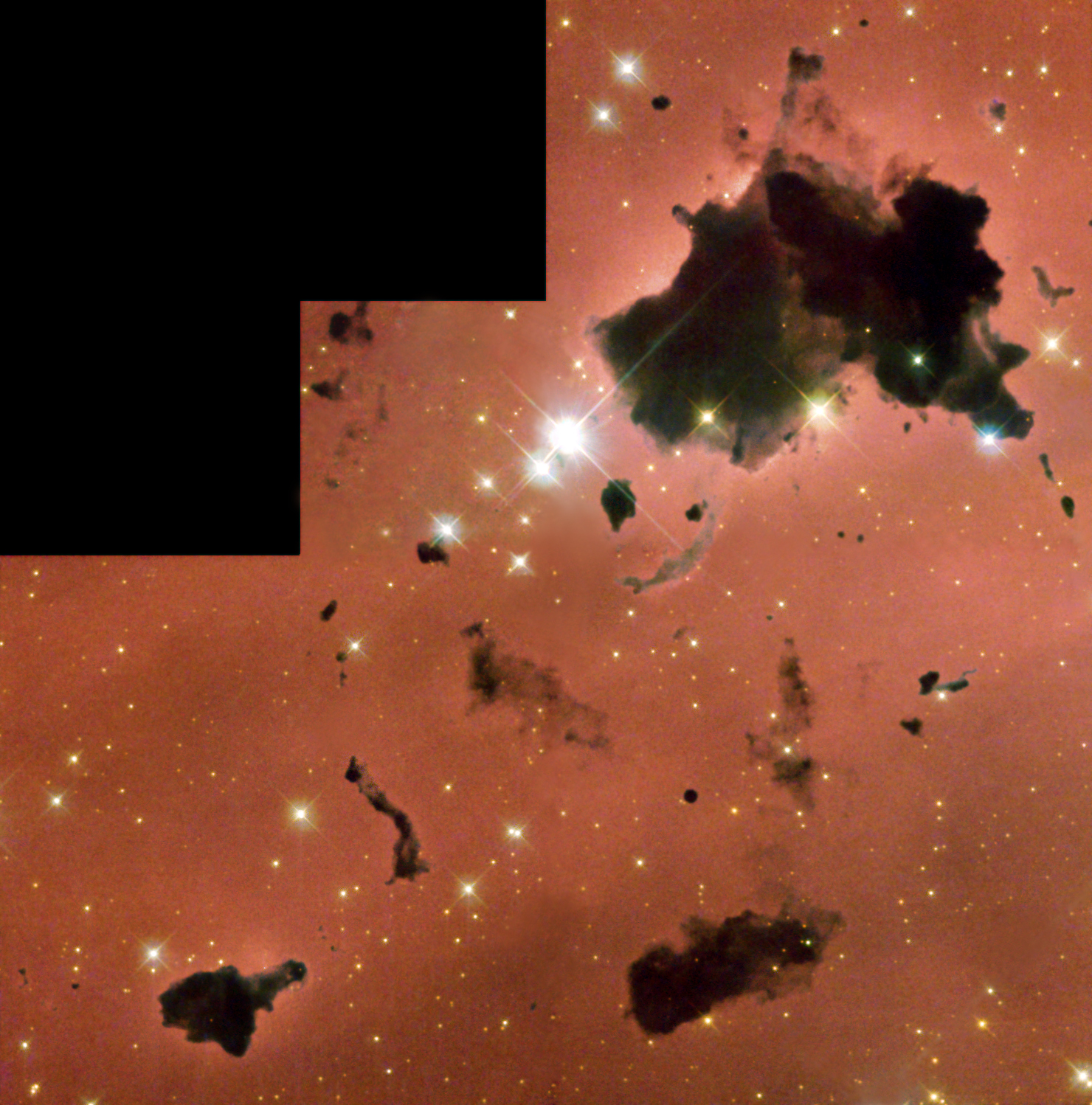
Imagen de glóbulos de Bok en la Región H II IC 2944; toma del WFPC2 en el telescopio espacial Hubble. La región HII se identifica como el gas brillante rojo, detrás de los glóbulos que aparecen oscuros por delante. La captura de electrones por parte de los núcleos de hidrógeno hacen brillar al gas por un fenómeno también conocido como fluorescencia. Esto sucede a temperaturas de miles de grados. La denominación HII, hace referencia a la ionización del átomo de hidrógeno. Si estuviera en estado neutro, es decir con su electrón en órbita alrededor del núcleo, se denominaría HI. Esta circunstancia solo es posible a menor temperatura. Los glóbulos tienen temperaturas aún muy inferiores, que pueden llegar a unos pocos kelvin en su interior. Dentro de ellos, por tanto, es posible que los átomos se junten formando moléculas, a diferencia del gas que se ve brillar en rojo, que es hidrógeno monoatómico. La imagen muestra en particular unos glóbulos conocidos como "glóbulos de Thackeray". Aquí el colapso gravitatorio no llegaría a producirse para formar nuevas estrellas. Por el contrario, estos glóbulos estarían siendo dispersados por la presión de radiación de las potentes estrellas de la zona.

Un glóbulo de Bok es una nebulosa oscura de gas y algo de polvo, de la cual, en ocasiones, tiene lugar la formación de nuevas estrellas. Los glóbulos de Bok se encuentran habitualmente en las regiones HII. Tienen masas comprendidas entre 2 y 50 masas solares, y típicamente ocupan un volumen de un año luz de diámetro.
Las bajas temperaturas permiten la existencia cósmica de hidrógeno en forma molecular. Los glóbulos de Bok contienen esencialmente hidrógeno, por tanto, en forma de moléculas (H2), también helio y moléculas de óxido de carbono. En un porcentaje pequeño (1 % en masa), contienen granos de polvo de silicatos, que es la materia prima que forma los planetas rocosos como la Tierra en el sistema solar.
Los glóbulos de Bok resultan muy comúnmente en la formación de sistemas estelares dobles o múltiples.
Fueron originalmente observados por el astrónomo Bart Bok en la década de 1940. En una publicación de 1947, Bok y E. F. Reilly efectuaron la hipótesis de que estas nebulosas, eran como capullos, ya que en pleno colapso gravitatorio, nuevas estrellas estaban formándose en su interior. Esta idea era difícil de comprobar, debido a que la opacidad a la luz de estas nebulosas, impedía saber qué estaba ocurriendo en su interior. Hacia 1990, usando radiación del cercano infrarrojo, fue posible comprobar que en efecto nuevas estrellas están naciendo dentro de los glóbulos. Observaciones posteriores mostraron que algunos contienen fuentes calientes en su interior, y en otros casos objetos Herbig-Haro, así como flujos de gas molecular. Estudios realizados con líneas de emisión en el rango milimétrico, han evidenciado la caída de materia hacia una protoestrella en proceso de acreción.
Los glóbulos de Bok son actualmente objetos de intensa investigación. Se trata de cuerpos muy fríos, con temperaturas que pueden llegar a los 8 kelvin. La baja temperatura del gas es de relevancia para el colapso gravitatorio, que redunda en el nacimiento estelar. En efecto, temperaturas mayores favorecen la expansión de la nube.
En el caso de los glóbulos de Bok, los métodos aplicados para determinar algunos de los parámetros, como por ejemplo la densidad, están relacionados con la extinción producida en la radiación del cercano infrarrojo. Se usan también estimaciones surgidas del conteo de estrellas del mismo campo, cuya luz también se ve afectada por la extinción cuando atraviesa la nube.